# 1. Hauptarmee
Die 1. Hauptarmee (jap. 第1総軍, Dai-ichi Sōgun) war eine Hauptarmee (Heeresgruppe) des Kaiserlich Japanischen Heeres während des Pazifikkrieges. Sie war 1945 eine von zwei Hauptarmeen, die wegen der befürchteten alliierten Landung auf dem japanischen Mutterland aufgestellt wurde. Ihr Tsūshōgō-Code (militärischer Tarnname) war Ost (東方, Tōhō).

## Geschichte
Von 1941 bis April 1945 war das Zentrale Verteidigungskommando mit dem Kommando über alle Einheiten des Heeres und Heeresluftstreitkräfte im Gebiet Japans und seiner Kolonien Chōsen und Taiwan betraut. In Befürchtung einer alliierten Invasion Japans wurde das Zentrale Verteidigungskommando am 8. April 1945 aufgelöst. Seine Aufgaben wurden von der neu gegründeten 1. und 2. Hauptarmee übernommen, deren Kommandobereich jedoch nur noch die japanischen Hauptinseln umfasste. Der erste Befehlshaber der 1. Hauptarmee war Gensui (Feldmarschall) Sugiyama Hajime, dem drei Regionalarmeen mit fünf Armeen und insgesamt 35 Divisionen und unzähligen kleineren Einheiten, insgesamt etwa 1.000.000 Mann, zur Verfügung standen.
Viele der unterstellten Divisionen waren erst 1945 aufgestellt worden und hatten eine geringere Mannstärke (teilweise nur 50 %) als die vor dem Pazifikkrieg aufgestellten Divisionen. Diese neuen Divisionen, hatten zum Großteil 100er bzw. 300er Nummern. Da sie über praktisch keine Transportmittel verfügten, waren sie ausschließlich zur statischen Verteidigung gedacht und wurden Küsten-Divisionen genannt. Des Weiteren standen weder genügend Waffen noch Munition zur Verfügung, sodass auf Waffen aus dem 19. Jahrhundert und sogar Bambusspeere zurückgegriffen werden musste.
Wegen der Atombombenabwürfe auf Hiroshima und Nagasaki sah sich das Japanische Kaiserreich zur Kapitulation gezwungen. Die 1. Hauptarmee kam somit nicht zum Kampfeinsatz und wurde im November 1945 aufgelöst.

## Oberbefehlshaber

### Kommandeure
|    | Name                                   | Von                | Bis                |
| -- | -------------------------------------- | ------------------ | ------------------ |
| 1. | Gensui (Feldmarschall) Sugiyama Hajime | 7. April 1945      | 12. September 1945 |
| 2. | General Doihara Kenji                  | 12. September 1945 | 23. September 1945 |
| 3. | General Umezu Yoshijirō                | 23. September 1945 | 1. Oktober 1945    |
| 4. | General Kawabe Masakazu                | 1. Oktober 1945    | 30. November 1945  |

### Stabschefs
|    | Name                          | Von           | Bis              |
| -- | ----------------------------- | ------------- | ---------------- |
| 1. | Generalleutnant Sudō Einosuke | 6. April 1945 | 30. Oktober 1945 |

## Untergeordnete Einheiten
Folgende Einheiten waren der 1. Hauptarmee untergeordnet:
- 11. Regionalarmee
  - 50. Armee
    - 72. Division
    - 142. Division
    - 157. Division
    - 222. Division
    - 308. Division
    - 322. Division
    - 95. Selbstständige Gemischte Brigade
    - 113. Selbstständige Gemischte Brigade
    - 33. Garnisons-Einheit
    - 44. Panzer-Regiment
    - weitere kleinere Einheiten
- 12. Regionalarmee
  - 36. Armee
    - 57. Division
    - 81. Division
    - 93. Division
    - 201. Division
    - 202. Division
    - 209. Division
    - 214. Division
    - 1. Panzer-Division
    - 4. Panzer-Division
    - weitere kleinere Einheiten

  - 51. Armee
    - 44. Division
    - 151. Division
    - 221. Division
    - 115. Selbstständige Gemischte Brigade
    - 116. Selbstständige Gemischte Brigade
    - 7. Selbstständige Panzer-Brigade
    - 7. Artillerie-Brigade
    - weitere kleine Einheiten

  - 52. Armee
    - 3. Garde-Division
    - 147. Division
    - 152. Division
    - 234. Division
    - 3. Selbstständige Panzer-Brigade
    - 8. Artillerie-Brigade
    - weitere kleine Einheiten

  - 53. Armee
    - 84. Division
    - 140. Division
    - 316. Division
    - 117. Selbstständige Gemischte Brigade
    - 2. Selbstständige Panzer-Brigade
    - 11. Artillerie-Brigade
    - weitere kleine Einheiten

  - Tokio-Bucht-Korps
    - 354. Division
    - 96. Selbstständige Gemischte Brigade
    - 114. Selbstständige Gemischte Brigade
    - Tokio-Bucht-Festungstruppe

  - Tokio-Verteidigungstruppe
    - 1. Garde-Brigade
    - 2. Garde-Brigade
    - 3. Garde-Brigade
    - 66. Selbstständige Gemischte Brigade
    - 67. Selbstständige Gemischte Brigade

  - Direkt der 12. Regionalarmee unterstellt:
    - 321. Division
    - 1. Flak-Division
    - 66. Selbstständige Gemischte Brigade
    - 67. Selbstständige Gemischte Brigade
    - 2. Artillerie-Brigade
    - 6. Pionier-Regiment
    - 7. Pionier-Regiment
    - 8. Transport-Regiment
    - weitere kleinere Einheiten
- 13. Regionalarmee
  - 73. Division
  - 143. Division
  - 153. Division
  - 224. Division
  - 229. Division
  - 355. Division
  - 2. Flak-Division
  - 97. Selbstständige Gemischte Brigade
  - 119. Selbstständige Gemischte Brigade
  - 120. Selbstständige Gemischte Brigade
  - 47. Panzer-Regiment